# La-romanée
Pour les articles homonymes, voir Romanée.
La-romanée est un vin français d'appellation d'origine contrôlée produit sur le climat de La Romanée à Vosne-Romanée, en Côte-d'Or. Il est classé parmi les grands crus de la côte de Nuits.

## Histoire

### Antiquité
L’édit de l'empereur romain Domitien, en 92, ainsi rapporté par Suétone : convaincu « que la surabondance du vin et la pénurie du blé étaient l'effet d'un engouement excessif pour la vigne, d'où résultait l'abandon des labours, l'empereur interdit, en Italie, toute plantation nouvelle, et ordonna dans les provinces, d'arracher au moins la moitié des vignobles ». En fait, seules les plus mauvaises vignes furent arrachées. Le vignoble résultant suffisait aux besoins locaux. Mais Probus annule cet édit en 280. En 312, un disciple d'Eumène rédige la première description du vignoble de la Côte d'Or, le Pagus Arebrignus (pays de Beaune et de Nuits-Saint-Georges, rattaché à Autun, a déjà haute réputation).

### Moyen Âge

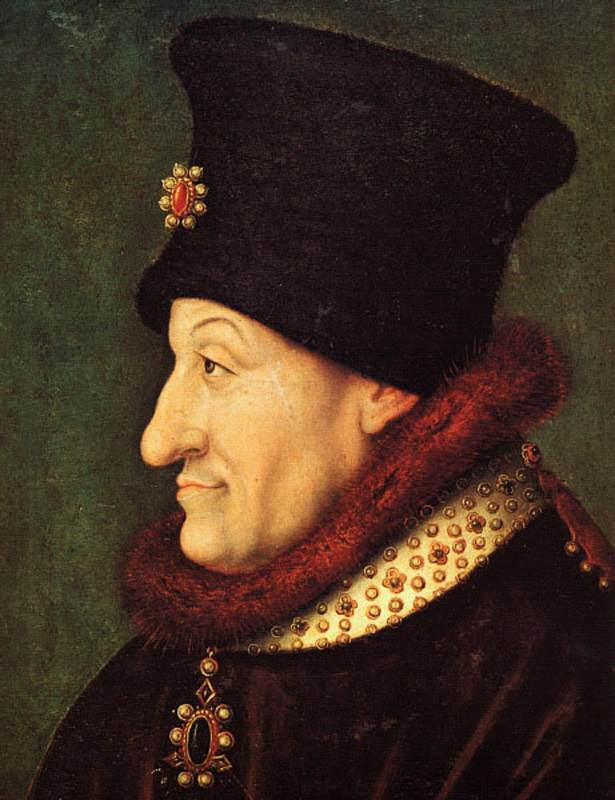
Philippe II le Hardi

Dès le début du VIe siècle, l’implantation du christianisme a favorisé l’extension de la vigne par la création d’importants domaines rattachés aux abbayes. Ainsi l'abbaye de Cîteaux (créée en 1098) a des plantations en Côte-d'Or. Les moines de Saint-Vivant de Vergy (Cluny) et les cisterciens de Citeaux entreprennent de mettre en valeur ces terroirs d'exception. En l'an 1395, Philippe le Hardi décide d’améliorer la qualité des vins et interdit la culture du gamay au profit du pinot noir dans ses terres. Enfin en 1416, Charles VI fixe par un édit les limites de production du vin de Bourgogne. En 1422, d'après les archives, les vendanges ont lieu en Côte de Nuits au mois d'août. À la mort de Charles le Téméraire, le vignoble de Bourgogne est rattaché à la France, sous le règne de Louis XI.

### Période moderne
Aussi, en 1700, l'intendant Ferrand rédige-t-il un « Mémoire pour l'instruction du duc de Bourgogne » lui indiquant que dans cette province les vins les meilleurs proviennent des « vignobles [qui] approchent de Nuits et de Beaune ».

### Période contemporaine

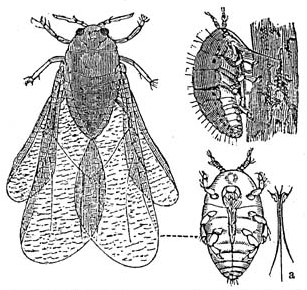
Phylloxéra

#### XIXesiècle
Dans les décennies 1830-1840, la pyrale survint et attaqua les feuilles de la vigne. Elle fut suivie d'une maladie cryptogamique, l'oïdium. Le millésime 1865 donne des vins aux teneurs naturelles en sucres très élevées et des vendanges assez précoces. À la fin de ce siècle arrivent deux nouveaux fléaux de la vigne. Le premier est le mildiou, autre maladie cryptogamique, le second le phylloxéra. Cet insecte térébrant venu d'Amérique met très fortement à mal le vignoble et ravage en totalité celui de La Romanée qui est reconstitué fin XIXe, début XXe siècle. Après de longues recherches, il est découvert que seul le greffage initié avec des plans américains résistants permettrait à la vigne de pousser en présence du phylloxéra.

#### XXesiècle
Le mildiou provoque un désastre considérable en 1910. Henri Gouges rejoint au niveau national le combat mené par le sénateur Joseph Capus et le baron Pierre Le Roy de Boiseaumarié qui aboutit à la création des appellations d'origine contrôlée. Il devient le bras droit du baron à l'INAO. Ainsi cette AOC est créée en 1936. Apparition de l'enjambeur dans les années 1960-70, qui remplacent le cheval. Les techniques en viticulture et œnologie évoluent en 50 ans (vendange en vert, table de triage, cuve en inox, pressoir électrique puis pneumatique...).

## Étymologie
Le nom de Romanée est donné en souvenir de la domination romaine. « Les textes du Digeste donnent la preuve que la villa ou le Dominium romain prenaient le nom de ceux qui les avaient créés. Tel est le motif qui a pu faire voir dans cette appellation de Romanée l'étymologie latine de A Romanis ».

## Situation géographique
Les coordonnées sont 47° 09′ 41,69″ N, 4° 56′ 54,76″ E, à 272 mètres d'altitude.
La parcelle La Romanée est voisine à l'est de la parcelle de Romanée-Conti, au nord de celle de Richebourg, et au sud après la route cantonale qui la sépare, de celle de la parcelle de La Grande Rue et de celles de La Tâche, à l'ouest de celle Aux Reignots.

### Géologie et orographie
La parcelle repose sur des marnes gris-beiges en place, est recouverte de cailloutis anguleux jaunes et rouges, puis d'une couche de blocs calcaires (éboulis de pente), puis d'un limon rougeâtre à graviers de type grèzes et enfin de gélifracts (fragments de gel) de calcaire et calcaire argileux eux-mêmes recouverts d'une couche de limon brun labouré, avec une forte pente (10-12 %). Rangs de vignes plantés perpendiculairement à la pente (axe nord-sud).

### Climatologie
C'est un climat tempéré à légère tendance continentale.
Pour la ville de Dijon (316 m), les valeurs climatiques jusqu'à 1990 :
| Mois                              | jan. | fév. | mars | avril | mai  | juin | jui. | août | sep. | oct. | nov. | déc. | année |
| --------------------------------- | ---- | ---- | ---- | ----- | ---- | ---- | ---- | ---- | ---- | ---- | ---- | ---- | ----- |
| Température minimale moyenne (°C) | −1   | 0,1  | 2,2  | 5     | 8,7  | 12   | 14,1 | 13,7 | 10,9 | 7,2  | 2,5  | −0,2 | 6,3   |
| Température moyenne (°C)          | 1,6  | 3,6  | 6,5  | 9,8   | 13,7 | 17,2 | 19,7 | 19,1 | 16,1 | 11,3 | 5,6  | 2,3  | 10,5  |
| Température maximale moyenne (°C) | 4,2  | 7    | 10,8 | 14,7  | 18,7 | 22,4 | 25,3 | 24,5 | 21,3 | 15,5 | 8,6  | 4,8  | 14,8  |
| Précipitations (mm)               | 49,2 | 52,5 | 52,8 | 52,2  | 86,3 | 62,4 | 51   | 65,4 | 66,6 | 57,6 | 64,2 | 62   | 732,2 |

## Vignoble

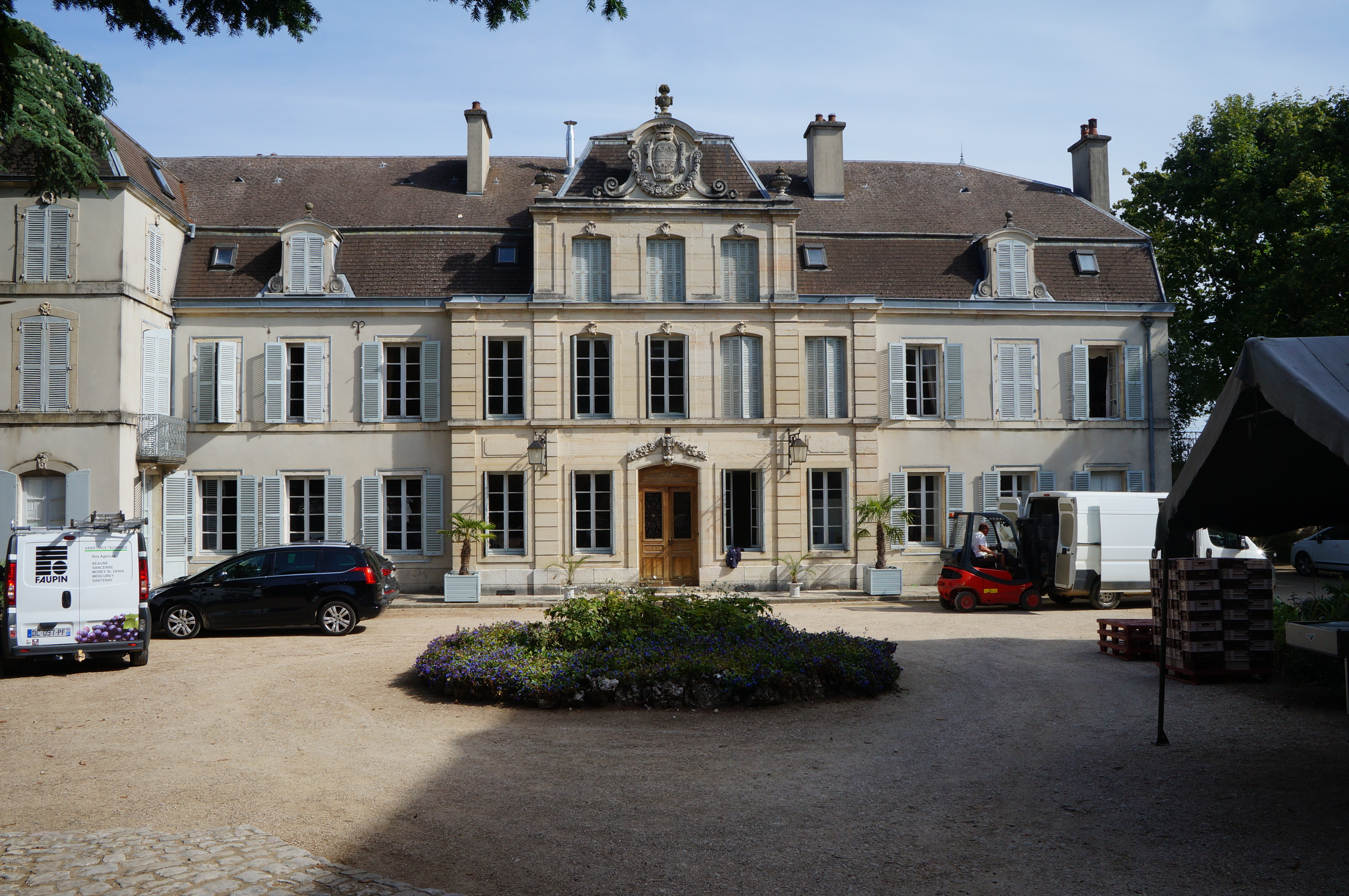
Château Comte Ligier-Belair, Vosne-Romanée,

### Présentation
Il est situé sur la commune de Vosne-Romanée, « il y eut dès le Moyen Âge "le clos des Romanée" à Vosne ». En 1512, les moines de l'abbaye de Saint-Vivant déclaraient la propriété « appartenant à Monsieur de Fangey ... et à plusieurs autres ». Ce clos des Romanée est partagé au cours des siècles à l’occasion de quelques ventes ou successions ; la partie la plus au Couchant du village de Vosne-romanée, au lieu-dit aux « Échanges », est acquise lors de la vente des biens saisis du clergé en 1791 par Madame de Lamy Samery. Ses enfants émigrés, à son décès en 1797 ses biens et les vignes sont saisis et revendus à deux marchands de vin de Dijon, Claude-François Viénot et Bruet-Rameau Crétinet. En 1800, la parcelle la plus importante appelée "En La Romanée" est revendue à Nicolas Guillaume Basire, qui devint en 1815 le beau-père du général d'Empire Liger-Belair, marié avec sa fille Claire Basire, propriétaire par son premier mari Joseph Nicolas Allemand, ancien chef d'état-major de la 18ème région militaire, du château de Vosne-Romanée. Le général Liger-Belair acquit jusqu'en 1826 la totalité des six parcelles qui composent le clos avec celle obtenue lors de son mariage pour les réunir et leur donner le nom unique appelé "La Romanée".
Ce grand cru couvre une surface de 84 ares 52ca en taille, c'est la plus petite AOC viticole du monde. 
Le cépage utilisé est le pinot noir. La production représente 31 hectolitres (seules 4000 bouteilles sont produites chaque année). 
La première parcelle est achetée par le général et baron d'Empire Louis Liger-Belair qui en 1815 s'installa en Bourgogne dans le château de Vosne-Romanée acquis de son épouse Claire Basire, avec un domaine de vignes (monopoles de La Romanée, de la Tâche et de la Grande Rue, ainsi que des parcelles du Clos-Vougeot et Chambertin).
Au cours des années suivantes, avec son fils adoptif Louis-Charles Bocquillon Liger-Belair, fils de sa sœur Marie-Catherine épouse Bocquillon, neuf parcelles voisines sont rassemblées. En 1827, le général et Comte Liger-Belair obtient par enregistrement l’appellation - La Romanée - pour toutes les parcelles réunies et crée le premier millésime de cette appellation.
Jusqu'en 1933, la vinification est faite par C. Marey & Comte Liger-Belair, négociant familial et société créée en 1852 avec Guillaume Félix Marie Marey. Louis-Charles Bocquillon Liger-Belair s'étant marié en 1834 avec Ludovie Marey, fille aînée de Guillaume Félix Marie Marey. À la mort de Félix Marey en 1869 la famille Liger-Belair reprend la société qui s'est alors appelée C. Marey de Liger-Belair.
Au décès du Comte Louis-Charles Bocquillon Liger-Belair en 1878 le domaine comprenait plus de 60 ha de vignes, avec les monopoles de La Romanée, de la Tâche, de la Grande Rue, Richebourg, les Gaudichots, aux Réas, la Colombière, une large partie des Malconsorts, des Chaumes, des Reignots, des Brulées, des Suchots à Vosne-Romanée, des Saint-Georges, des Vaucrains à Nuits-Saint-Georges, du Clos-vougeot et des Cras à Vougeot, des Chambolle, Morey et du Chambertin. 
Le fils aîné du Comte Louis-Charles Bocquillon Liger-Belair, le Comte Edgard Liger-Belair, créa en 1906 avec ses trois fils, Henri, Eugène et Félix, la société en nom collectif Liger-Belair & Fils Successeurs.
Le domaine est vendu aux enchères judiciaires le 31 août 1933 à la mairie de Vosne-Romanée, au décès de l'épouse du Comte Henri Auguste Louis Bocquillon Liger-Belair, petit-fils de Louis-Charles. Seules les appellations sur la commune de Vosne, La Romanée, Aux Reignots et Les Chaumes restèrent dans la famille. 
La famille Michaudet est chargée de la vinification de 1933 à 1945. 
La famille Forey avec Henri, Jean et Régis soigne le vignoble et produit les vins de 1946 à 2001.
Le vin de La Romanée est vendu en pièces à divers négociants qui devaient s'occuper de l’élevage, de l'embouteillage et de la distribution.
De 1950 à 1966, la Maison Henri Leroy tient l’exclusivité des droits de distribution. 
De 1967 à 1975, cette exclusivité est accordée à la maison Bichot qui a utilisé entre autres le label « Paul Bouchard » n’ayant aucun rapport avec les maisons Bouchard Père & Fils ou Aîné & Fils.
De 1976 à 2001, la distribution est assurée par la maison Bouchard Père & Fils qui est liée par des liens familiaux avec les Liger-Belair ; Bernard Antonin Bouchard, le fils aîné de la maison et petit-fils d'Antonin Bouchard, ayant épousé le 23 juillet 1919, Marie Camille Ernestine Bocquillon Liger-Belair, la seconde fille du Comte Henri Auguste Louis Bocquillon Liger-Belair. La maison Bouchard Père & Fils prend sous contrat l’élevage du vin en fûts, la mise en bouteille et l'exclusivité de la distribution complète.
De 2002 à 2005 : Après la vinification, le vin La Romanée est divisé entre la famille Liger-Belair et la Maison Bouchard Père & Fils qui continue à assurer l'élevage du vin, la mise en bouteille et la commercialisation de sa partie réservée jusqu'à la fin du bail. Durant cette période, deux étiquettes séparées habillant les bouteilles ont été faites.
Depuis le millésime 2006, le Comte Louis-Michel Liger-Belair, arrière-petit-fils du Comte Henri Auguste Louis Bocquillon Liger-Belair, prend la responsabilité complète de la vinification et de la mise en bouteille.
C'est un vin rouge de garde particulièrement élégant et de très grande qualité. Au milieu du XIXe siècle, le vin de La Romanée est déjà très bien noté.
Le Dr Lavalle en 1855 et Danguy & Aubertin en 1892 le notent tous deux : Tête de cuvée, hors ligne. D'après Dovaz, ce vin est l'équivalent d'un romanée-conti en légèrement plus charnu.

Étiquettes de vin La-romanée
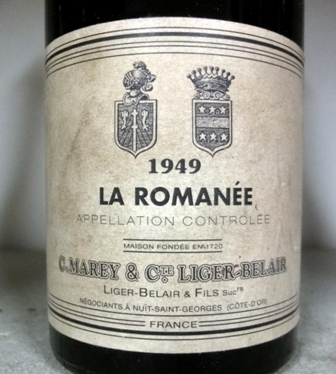
Millésime 1949.
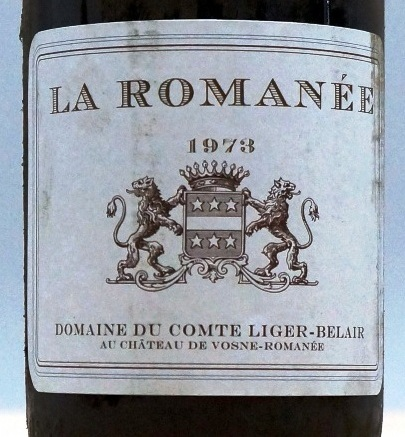
Millésime 1973.
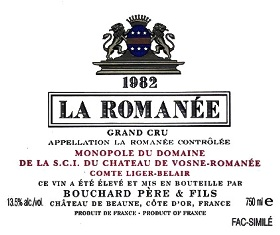
Millésime 1982.
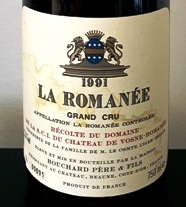
Millésime 1991.

### Encépagement
Le pinot noir compose exclusivement les vins rouges de l'AOC. Il est constitué de petites grappes denses, en forme de cône de pin composées de grains ovoïdes, de couleur bleu sombre. C'est un cépage délicat, qui est sensible aux principales maladies et en particulier au mildiou, au rougeot parasitaire, à la pourriture grise (sur grappes et sur feuilles), et au cicadelles. Ce cépage, qui nécessite des ébourgeonnages soignés, a tendance à produire un nombre important de grapillons. Il profite pleinement du cycle végétatif pour mûrir en première époque. Le potentiel d'accumulation des sucres est élevé pour une acidité juste moyenne et parfois insuffisante à maturité. Les vins sont assez puissant, riches, colorés, de garde. Ils sont moyennement tanniques en général.

### Méthodes culturales

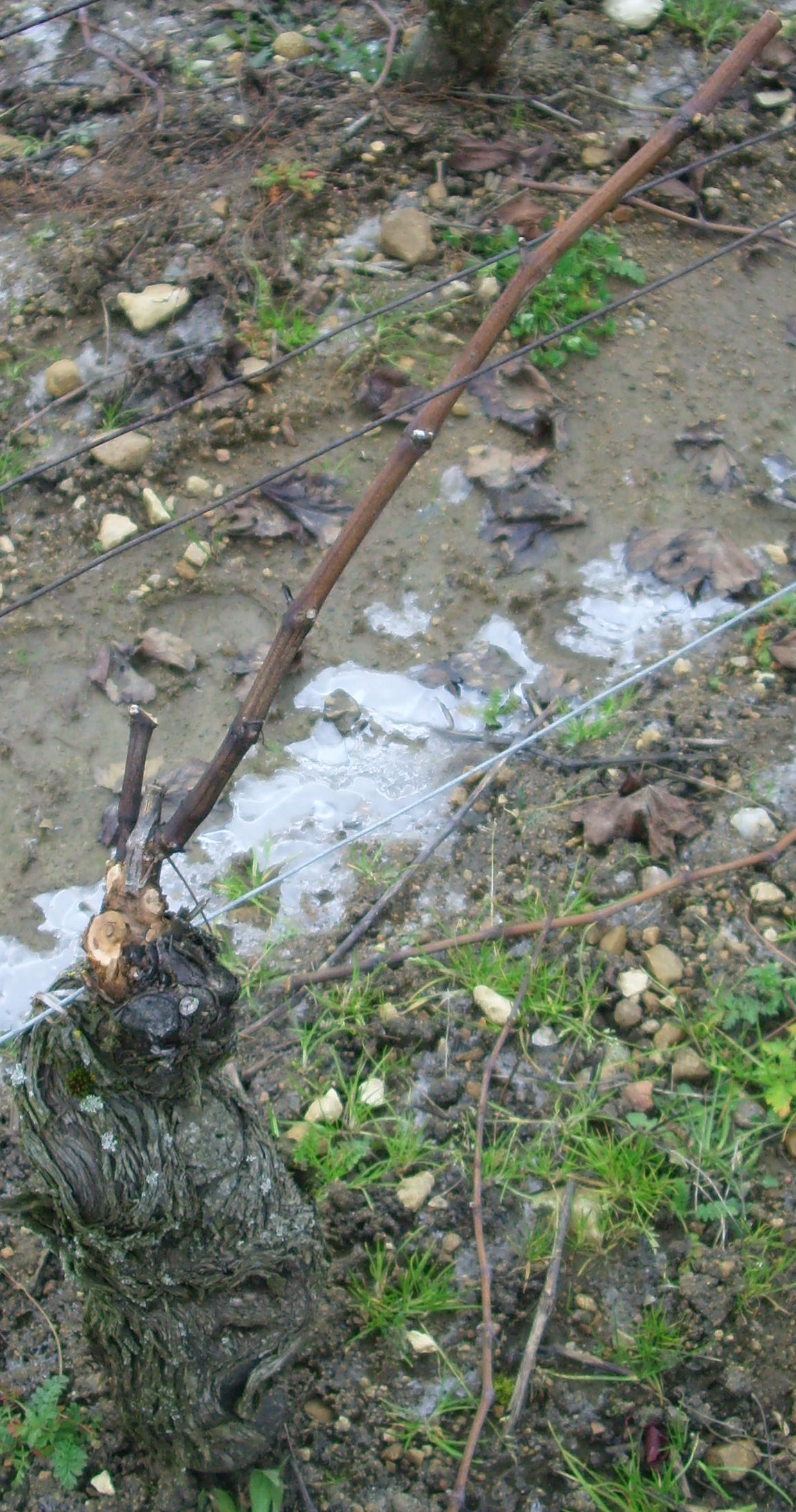
Pied de vigne taillé en Guyot simple

#### Travail manuel
Ce travail commence par la taille, en « guyot simple », avec une baguette de cinq à huit yeux et un courson de un à trois yeux. Le tirage des sarments suit la taille. Les sarments sont enlevés et peuvent être brûlés ou mis au milieu du rang pour être broyés. On passe ensuite aux réparations. Puis vient le pliage des baguettes. Éventuellement, après le pliage des baguettes, une plantation de nouvelles greffes est réalisée. L'ébourgeonnage peut débuter dès que la vigne a commencé à pousser. Cette méthode permet, en partie, de réguler les rendements. Le relevage est pratiqué lorsque la vigne commence à avoir bien poussé. En général, deux à trois relevages sont pratiqués. La vendange en vert est pratiquée de plus en plus dans cette appellation. Cette opération est faite dans le but de réguler les rendements et surtout d'augmenter la qualité des raisins restants. Pour finir avec le travail manuel à la vigne, se réalise l'étape importante des vendanges.

#### Travail mécanique
L'enjambeur est d'une aide précieuse. Les différents travaux se composent du broyage des sarments, réalisé lorsque les sarments sont tirés et mis au milieu du rang. De trou fait à la tarière, là où les pieds de vignes sont manquants, en vue de planter des greffes au printemps. De labourage ou griffage, réalisé dans le but d'aérer les sols et de supprimer des mauvaises herbes. De désherbage fait chimiquement pour tuer les mauvaises herbes. De plusieurs traitements des vignes, réalisés dans le but de les protéger contre certaines maladies cryptogamiques (mildiou, oïdium, pourriture grise, etc.) et certains insectes (eudémis et cochylis). Pour le travail mécanique à la Romanée, il a été décidé de travailler les sols à cheval pour les labours, et non de les désherber chimiquement, afin de laisser les terroirs s’exprimer. Ceci permet notamment d’assurer une vie microbienne des sols, essentielle à une vie harmonieuse des différents éléments constitutifs de la terre. De plusieurs rognages consistant à reciper ou couper les branches de vignes (rameaux) qui dépassent du système de palissage.

### Rendements
Les rendements sont de l'ordre de 35 hectolitres par hectare.

## Vins

### Titres alcoométriques volumique minimal et maximal
| AOC                           | Rouge   | Rouge   |
| Titre alcoométrique volumique | minimal | maximal |
| Grand cru                     | 11,5 %  | 14,5 %  |

### Vinification et élevage
Voici les méthodes générales de vinification de cette appellation. Il existe cependant des petites différences de méthode entre les différents viticulteurs et négociants.

#### Vinification en rouge
La récolte des raisins pour le domaine de La Romanée se fait à maturité et de façon manuelle le plus rapidement possible en moins de deux jours. Les raisins sont transportés en petites caisses ajourées de 14 kilos de raisins, ceci afin d’éviter l’écrasement des grappes. La vendange manuelle est triée, à la cuverie avec une table de tri, ce qui permet d'enlever les grappes pourries ou insuffisamment mûres. La vendange manuelle est généralement éraflée puis mise en cuve. Une macération pré-fermentaire à froid est quelquefois pratiquée. La fermentation alcoolique peut démarrer, le plus souvent après un levurage. Commence alors le travail d'extraction des polyphénols (tanins, anthocyanes) et autres éléments qualitatifs du raisin (polysaccharides etc.). L'extraction se faisait par pigeage, opération qui consiste à enfoncer le chapeau de marc dans le jus en fermentation à l'aide d'un outil en bois ou aujourd'hui d'un robot pigeur hydraulique. Plus couramment, l'extraction est conduite par des remontages, opération qui consiste à pomper le jus depuis le bas de la cuve pour arroser le chapeau de marc et ainsi lessiver les composants qualitatifs du raisin. Les températures de fermentation alcoolique peuvent être plus ou moins élevées suivant les pratiques de chaque vinificateur avec une moyenne générale de 28 à 35 degrés au maximum de la fermentation. La chaptalisation est réalisée si le degré naturel est insuffisant : cette pratique est réglementée. À l'issue de la fermentation alcoolique suit l'opération de décuvage qui donne le vin de goutte et le vin de presse. La fermentation malolactique se déroule après mais est dépendante de la température. Le vin est soutiré et mis en fût ou cuve pour son élevage. L'élevage se poursuit pendant plusieurs mois (12 à 24 mois) puis le vin est collé, filtré et mis en bouteilles.

### Terroir et vins
Couleur pourpre, rubis sombre, carminé avec l'âge. Bouquet fondu et agréable, diversifié et ample au nez de truffe, frais, racé, mélange de raisins secs, cuir neuf et épices douces, de sous-bois. Bouche très puissante, délicate, franche, complète, subtil, flamboyante, réglisse poivrée, avec volume.

### Gastronomie, garde et température de service
S'accorde bien avec du gibiers tendre comme le pigeon, des volailles sauvages (canard).
Se sert à 18 degrés. Sa capacité de garde monumentale, parfois plus de 30 ans voire 50 ans pour les années exceptionnelles.